# Leon Kłonica
Leon Kłonica (ur. 10 listopada 1929 w Kraszkowie, zm. 16 lipca 2025) – polski inżynier rolnictwa i polityk, w latach 1977–1981 minister rolnictwa, poseł na Sejm PRL VII kadencji.

## Życiorys
Urodził się w rodzinie chłopskiej, był synem Jana i Julianny. Od 1945 był członkiem Związku Młodzieży Wiejskiej RP Wici, z którym w 1948 przystąpił do Związku Młodzieży Polskiej. W 1953 zdobył wykształcenie wyższe w Wyższej Szkole Rolniczej w Olsztynie, uzyskując tytuł inżyniera rolnictwa. Początkowo należał do Zjednoczonego Stronnictwa Ludowego, jednak od 1955 działał w Polskiej Zjednoczonej Partii Robotniczej. Pracował jako agronom w Pieckach koło Mrągowa (od 1953 do 1956), następnie w administracji terenowej (w prezydiach rad narodowych). Od 1960 był związany z aparatem partyjnym PZPR. Początkowo jako członek, a od 1962 sekretarz Komitetu Powiatowego. Od marca 1971 do lutego 1975 był sekretarzem rolnym Komitetu Wojewódzkiego w Olsztynie, od lutego do maja 1975 II sekretarzem KW, a od maja 1975 do grudnia 1977 I sekretarzem KW. Od czerwca 1975 do stycznia 1978 pełnił funkcję przewodniczącego Wojewódzkiej Rady Narodowej w Olsztynie. Od grudnia 1975 do lipca 1981 był członkiem Komitetu Centralnego PZPR.
W latach 1976–1980 był posłem na Sejm PRL VII kadencji. W latach 1977–1980 był przewodniczącym Rady Głównej Centralnego Związku Kółek Rolniczych. W okresie od 17 grudnia 1977 do 12 lutego 1981 był ministrem rolnictwa w rządach Piotra Jaroszewicza i Edwarda Babiucha oraz Edwarda Babiucha, Józefa Pińkowskiego i Wojciecha Jaruzelskiego.
Odznaczony m.in. Krzyżem Komandorskim Orderu Odrodzenia Polski.
Pochowany w kolumbarium na cmentarzu na Wólce Węglowej w Warszawie.